# 非建制派
非建制派（ひけんせいは）は、香港における親体制派以外、すなわち野党を指す用語。建制派（親中派）と対を成す。

## 党派
非建制派には、下記の党派が属する。（順序は五十音順）
- 改憲派
- 自決派
- 中間派
- 香港本土派（本土派）
- 民主派